# Prawa człowieka na Kubie

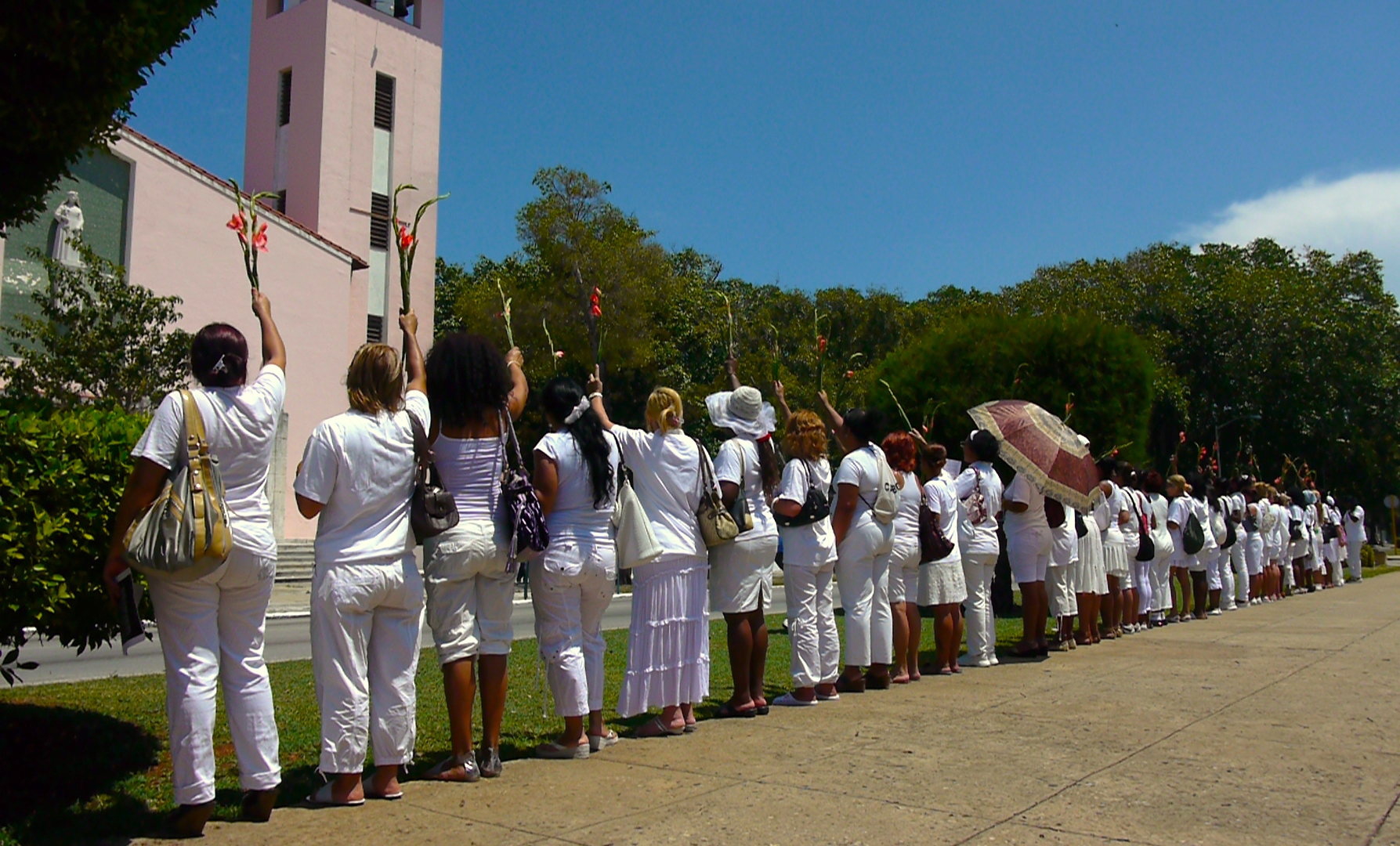
Kobiety w Bieli podczas protestów w Hawanie, 2012

Prawa człowieka na Kubie są notorycznie łamane. Władzę w kraju od 1959 roku sprawuje Komunistyczna Partia Kuby. Na czele partii stanął Fidel Castro, który do 2006 roku sprawował władzę. Władzę po nim przejął jego brat Raúl. Pomimo łamania praw człowieka, Kuba pod rządami Raúla Castro liberalizuje politykę Kuby (np. pracując nad legalizacją związków homoseksualnych w 2008 roku, wypuszczając 50 więźniów politycznych w 2010 roku czy też liberalizując prawo do podróżowania w 2011). Na Kubie często dochodzi do głodówek opozycjonistów lub protestów przeprowadzanych przez organizację Kobiety w Bieli.

## Wolność słowa
Wolność słowa jest ograniczona na mocy tzw. Ustawy 88. 10 grudnia 2008 roku aresztowano setki Kubańczyków, którzy próbowali uczcić 60. rocznicę uchwalenia praw człowieka. W latach 70. poeta Heberto Padilli otrzymał zakaz publikacji swoich dzieł, zaś samego poetę oficjalnie potępiano. Po 10 latach Padilli otrzymał zezwolenie na emigrację. Pisarz Orlando Luis Pardo otrzymał zakaz publikacji swojej książki Nużący dom zawierającą serię opowiadań. Obok zakazu publikacji książki oraz przeprowadzenia happeningu promującego książkę (happening miał odbyć się w La Cabana, gdzie Che Guevara zamordował więźniów w 1959 roku) Pardo otrzymywał regularnie pogróżki. Pomimo pogróżek, Pardo przekazał treść książki zaprzyjaźnionym blogerom, którzy następnie opublikowali ją na swoich blogach. Wielokrotnie karanym zespołem muzycznym, który w swoich tekstach krytykował politykę Kuby, jest Porno para Ricardo.

## Gospodarka
Gospodarka w kraju opierała się przez długi czas na centralnym planowaniu. W latach 90. brak wsparcia finansowego od Związku Radzieckiego wywołał kryzys finansowy. Po objęciu władzy przez Raúla Castro zezwolono na zakładanie drobnych firm, sprzedaży samochodów i mieszkań. Duże zmiany w stronę liberalizacji gospodarki przeprowadzono podczas VI Zjazdu Komunistycznej Partii Kuby, gdzie zatwierdzono ponad 300 projektów liberalizujących reform gospodarczych. Delegaci propozycje reform zaakceptowali jednomyślnie, tłumacząc jednocześnie, że zmianą mają tylko „zapewnić ciągłość socjalizmu na Kubie”. Zmiany w handlu samochodami przeprowadzono pod koniec września 2011 roku, wprowadzając stawkę podatkową 4% od wynegocjowanej ceny oraz pozwalającą na posiadanie więcej niż jeden samochód (przy zwiększonej stawce podatkowej). Przed wprowadzeniem zmian można było handlować autami wyprodukowanymi przed 1959 rokiem.
System opieki zdrowotnej podzielono na służbę zdrowia dla Kubańczyków i cudzoziemców. O ile szpitale dla cudzoziemców zapewniają dobrą jakość usług, tak Kubańczycy muszą korzystać ze źle funkcjonujących szpitali. Kubańczycy muszą zapisywać się na listy kolejkowe do zabiegów operacyjnych (oczekiwanie na operacje trwa zazwyczaj kilka miesięcy). Apteki są bardzo słabo wyposażone, niekiedy brakuje w nich podstawowych leków jak np. aspiryny. W kubańskich szpitalach dochodzi do częstych naruszeń przy dokonywaniu aborcji.
W 2006 roku zezwolono Kubańczykom na kupno i posiadanie telefonów komórkowych i komputerów, pod warunkiem, że kupujący zapłaci obcą walutą.
Kubańczycy zarabiają w pesos kubańskim, choć płacić muszą w pesos wymienialnych. W 2006 roku powstała kampania „Jeden pieniądz”, gdzie kobiety mieszkające na wsi zażądały prawa do płacenia w całym kraju i za każdy towar jedną walutą. Do 2008 roku kobiety złożyły ponad 20 tysięcy podpisów w Zgromadzeniu Narodowym Władzy Ludowej oraz przeprowadziły trzy akcje nieposłuszeństwa obywatelskiego.

## Ograniczenia w podróżowaniu
W latach 90. na Kubie wybuchł kryzys gospodarczy związany z wstrzymaniem wsparcia finansowego od byłego ZSRR. W celu ochrony stolicy Hawany przed napływem ubogich mieszkańców z prowincji wprowadzono prawo, zgodnie z którym osoby nie mieszkające w mieście na stałe lub niemające oficjalnego powodu, by przebywać w stolicy, mogą być wydalone z Hawany. W 2011 roku Raúl Castro zniósł część biurokratycznych ograniczeń, znosząc zezwolenia dla mieszkańców Kuby, którzy mają zameldowaną rodzinę w Hawanie.

## Więźniowie polityczni
W 2003 roku odbyły się masowe procesy sądowe przeciwko 75 opozycjonistom. W wyniku nacisku opinii międzynarodowej rząd na Kubie rozpoczął stopniowe wypuszczanie więźniów. Najpierw wypuszczono tych, którzy zgodzili się wyemigrować do Hiszpanii (40 osób). W 2010 roku odbyły się rozmowy pomiędzy rządem Kuby, kościołem katolickim (reprezentowanym przez kardynała Jaime Ortegę) oraz Hiszpanią. W wyniku rozmów w lipcu 2010 wypuszczono 50 więźniów politycznych skazanych w 2003 roku. Do 2012 roku wypuszczono ostatnich dwóch więźniów, Félixa Navarro i José Daniela Ferrera, których skazano na 25 lat pozbawienia wolności za „działanie na szkodę bezpieczeństwa państwa”. Pomimo złagodzenia kar, dokonano masowych aresztowań 23 lutego 2011 roku, w rocznice śmierci opozycjonisty Orlanda Zapaty. Wówczas aresztowano ponad 100 osób, zaś dziesiątkom zakazano opuszczania domów.
Do 2010 roku szacowano, że liczba więźniów wynosi ok. 150. Sposoby traktowania więźniów są szeroko krytykowane na świecie. 23 lutego 2010 roku zmarł w więzieniu w wyniku głodówki Orlando Zapata.

## Reakcje międzynarodowe
W 2009 roku Barack Obama zniósł niektóre sankcje na Kubie, licząc w ten sposób na zmianę polityki na Kubie. W 2010 roku Hiszpania i kościół katolicki porozumiały się w sprawie uwolnienia 50 więźniów politycznych. 10 marca 2013 roku poseł Andrzej Halicki podczas konferencji sejmowej przypomniał o przetrzymywaniu więźniów politycznych na Kubie. 1 maja 2013 roku Rada Praw Człowieka ONZ debatowała na temat sytuacji na Kubie. Pod koniec marca 2015 roku Stany Zjednoczone rozpoczęły rozmowy z rządem Kuby w sprawie przestrzegania praw człowieka.
W Unii Europejskiej łamanie praw człowieka jest najczęściej krytykowane przez czeskich i polskich polityków.